# Měšťák šlechticem

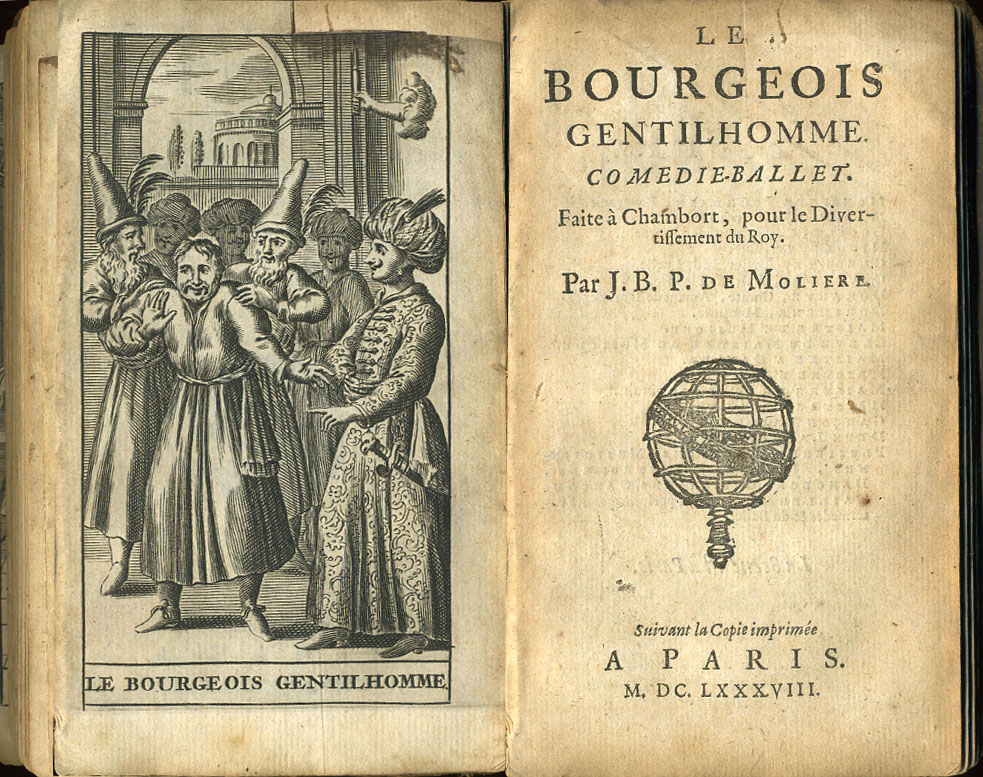
Měšťák šlechticem - vydání z roku 1688

Měšťák šlechticem (Le Bourgeois gentilhomme) je komedie – balet o šesti jednáních (resp. pět jednání a závěrečný "balet národů"). Představení na objednávku francouzského krále Ludvíka XIV. vytvořili Molière a Jean-Baptiste Lully.

## Vznik a historie díla
V roce 1669 navštívil dvůr francouzského krále Ludvíka XIV. vyslanec Vysoké Porty, Soliman Aga. Král na jeho počest uspořádal velkolepé slavnosti. Vyslanec se ale choval přezíravě, čímž krále velmi rozladil. Král si pak u Molièra a Lullyho objednal divadelní představení se "směšným tureckým baletem", aby vyslance zesměšnil a aby se tato pomsta zapsala do dějin.
Autoři sepsali komedii – balet Měšťák šlechticem, příběh komického měšťáckého zbohatlíka Jourdaina, který se snaží stát se šlechticem. Další karikovanou postavou je hrabě Dorant, zchudlý šlechtic, který se podbízí bohatému měšťanovi, aby si od něho mohl vypůjčovat peníze. Představení bylo poprvé předvedeno králi 14. října 1670, na zámku Chambord. Oba autoři v představení i hráli – Molière ztvárnil hlavní postavu pana Jourdaina, Lully hrál Muftího. Král byl představením nadšen a nechal si jej pětkrát opakovat. V listopadu 1670 bylo pak představení uvedeno v Paříži.
Formálně se jedná o spojení divadelní hry (komedie) se zpěváckými a tanečními scénami. Všechny tři složky jsou organicky propojeny. Později byla hra uváděna i jako samostatné činoherní představení, například v roce 2012 v Mahenově divadle v Brně.
V roce 2005, na festivalu staré hudby Oude Muziek Utrecht, bylo představení uvedeno, v současnosti poprvé, v plném rozsahu původní předlohy z roku 1670, v podání francouzského orchestru Le Poème Harmonique s dirigentem Vincentem Dumestre.

## Osoby
| Pan Jourdain                                    | bohatý obchodník suknem |
| Paní Jourdainová                                | jeho žena               |
| Lucile                                          | jejich dcera            |
| Kléont (Muftí)                                  | její nápadník           |
| Nicole                                          | služka Jourdainových    |
| Covielle                                        | Kléontův sluha          |
| Dorimène                                        | markýza                 |
| Dorant                                          | hrabě                   |
| Učitel hudby                                    |                         |
| Učitel tance                                    |                         |
| Učitel šermu                                    |                         |
| Učitel filosofie                                |                         |
| zpěváci, tanečníci, krejčí s tovaryši, kuchtíci |                         |

## Děj opery

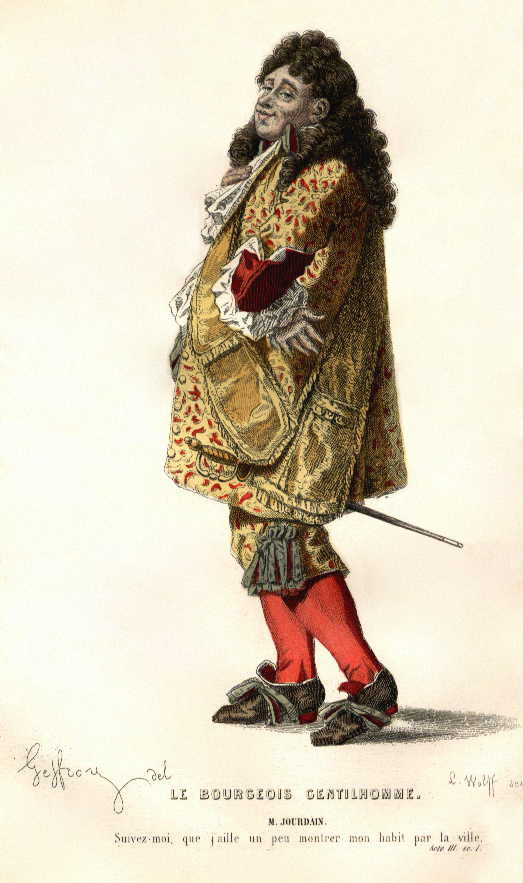
Pan Jourdain
(3. jednání, 1. scéna)

Odehrává se v Paříži v domě pana Jourdaina, měšťana, který zbohatl na obchodu se suknem.

### Prolog
Žák učitele hudby  skládá serenádu na objednávku pana Jourdaina.

### 1. jednání
Učitel zpěvu a učitel tance pana Jourdaina si stěžují na směšnost jeho snah stát se šlechticem. Shodnou se ale na jedné kladné stránce a tou je měšec pana Jourdaina. Ten vstupuje a učitelé před ním vedou spor, zda je významnější zpěv či tanec, dokládají svá tvrzení ukázkami árií a tanců.

### 2. jednání
Přichází učitel šermu, který opovrhuje předešlými učiteli, neboť zbraně mají převahu nad neužitečnými naukami, jako jsou hudba a tanec. Poté přichází učitel filosofie, který hledí svrchu na všechny tři předešlé. Popudí je a dostane od nich výprask. Při následující hodině filosofie předvádí učitel filosofie groteskní výklad o samohláskách.
Poté přichází krejčí a jeho tovaryši s novými šaty, hodnými šlechtice. Krejčovští tovaryši oblékají pana Jourdaina, který je za jejich pochlebování odměňuje bohatým spropitným.

### 3. jednání
Pan Jourdain předvádí manželce a služce Nicole své nové šaty. Sklidí ale jejich posměch a odsudek za svou marnivost. Přichází hrabě Dorant, který se ho zastává a zato se mu podaří od něho získat další finanční půjčku. Slibuje za to Jourdainovi dostaveníčko s krásnou markýzou.
Mladý měšťan Kléont se přichází ucházet o Jourdainovu dceru Lucile. Paní Jourdainová je svazku nakloněna. Pan Jourdain jej ale odmítá, protože je rozhodnut provdat dceru jedině za šlechtice.
Následuje bohatá hostina, doprovázená zpěvy a tanečními vystoupeními zpěváků, tanečníků a kuchtíků. Na hostinu přivedl hrabě Dorant markýzu Dorimène. Dvoření pana Jourdaina ale vyznívá zcela komicky.

### 4. dějství
Přichází paní Jourdainová a rázně ukončuje hostinu a vykazuje hosty z domu. Tím je i zmařena snaha pana Jourdaina o dostaveníčko s markýzou.
Za osamělým panem Jourdainem přichází Corvielle převlečený za posla Velikého Turka, jehož syn se údajně uchází o Jourdainovu dceru. Aby se svatba mohla uskutečnit, je prý ale nutné pana Jourdaina rovněž povýšit do šlechtického stavu. Přichází "Muftí" (ve skutečnosti převlečený Kléont) a během groteskního obřadu (který je celý zpíván sabirem) z pana Jourdaina udělá tureckého "šlechtice" jménem Mamamouchi. Jourdainova životní touha je konečně splněna.

### 5. dějství
Pan Jourdain přichází za manželkou a nařizuje přípravu svatby dcery Lucile se synem Velkého Turka. Paní Jourdainová je zasvěcena do celé komedie a přidává se ke "spiklencům". Proběhne trojnásobná svatba, kdy se vezmou Lucile a Kléont, služka Nicole a sluha Covielle a markýza Dorimène uzavře sňatek s hrabětem Dorantem. Jediná osoba, která netuší, že je obětí spiknutí, je pan Jourdain.

### 6. dějství
Šesté dějství bývá nazýváno také Balet národů (Ballet des Nations). Celá společnost odchází do divadla. Před divadlem se tlačí dav návštěvníků z různých francouzských krajů, mezi kterými se prodírá prodavač divadelních programů sužovaný dotěrnými uličníky.
Balet má tři části:
- španělský balet,
- italský balet s prvky commedie dell´arte, vystupují zde Scaramouche a Harlekýn
- francouzský balet s lidovými prvky tanců z kraje Poitou

Všechny národy i divadelní postavy se promíchají ve finální sborové scéně.

## Měšťák šlechticemna českých scénách
Hra byla uvedena 23. září 1926 v Národním divadle pod názvem Bařtipán, ale nikoliv s Lullyho hudbou, ale s hudbou Ervína Schulhoffa. Scénu a kostýmy pro hru navrhl Josef Čapek. Táž úprava byla uvedena v Brně v roce 1950 a byla hrána až do roku 1955.
Činohra Měšťák šlechticem byla hrána například:
- 1926, Brno, Divadlo na Veveří, překlad: Karel M. Klos, režie: Vladimír Šimáček, premiéra: 24. duben 1926, derniéra: 14. září 1926.[4]
- 1975, Brno, Divadlo na Výstavišti – Výstaviště Pisárky, překlad: Jiří Zdeněk Novák, režie: Jaroslav Horan, premiéra: 24. červen 1975, derniéra: 17. červen 1976.[5]
- 2012, Brno, překlad: Svatopluk Kadlec, režie: Gustav Skála, premiéra: 20. duben 2012.[1]

Dne 24. března 2006 bylo ve Stavovském divadle uvedeno představení v nastudování francouzského souboru Le Poème Harmonique pod vedením Vincenta Dumestre. Na realizaci tohoto představení se podíleli i čeští hudebníci z orchestru Musica Florea pod vedením Marka Štryncla.

## Nahrávky
- 2005 – Le Poème Harmonique dirigent: Vincent Dumestre, režie: Benjamin Lazar, choreografie: Cécile Roussat, scéna: Adeline Caron, kostýmy: Alain Blanchot, masky: Mathilde Benmoussa, světla: Christophe Naillet. Alpha 700. Nahrávka byla oceněna cenou le Grand Prix du Disque et du DVD de l'Académie Charles-Cros, v kategorii barokní hudby.[6]